# Berlingot et Compagnie
Pour les articles homonymes, voir Berlingot.
Pour plus de détails, voir Fiche technique et Distribution.
Berlingot et Compagnie est un film français de Fernand Rivers sorti en 1939.

## Synopsis
François et Victor, deux marchands de berlingots, défendent un jour une jeune fille contre les attaques d'un voyou. Le soir même, leur baraque est incendiée. Nantis d'une petite fille d'un an qu'ils ont recueillie, Berlingot et Cie vont faire mille métiers. Finalement, après avoir aidé une personne riche à démasquer des cambrioleurs, ils s'achèteront une nouvelle boutique.

## Fiche technique
- Titre : Berlingot et Cie
- Réalisation : Fernand Rivers
- Scénario, adaptation et dialogues : Jean Manse
- Décors : René Renoux
- Photographie : René Ribaut, Georges Benoît, Jean Bachelet
- Son : Jacques Carrère
- Montage : Jacques Desagneaux
- Musique : Roger Dumas, orchestre dirigé par Pierre Chagnon
  - Chansons : T'aimer une demi-journée, La Chanson du forçat, paroles de Jean Manse, musique de Roger Dumas
- Production : Edmond Pingrin
- Société de production : Les Films Fernand Rivers
- Pays d'origine :  France
- Format : noir et blanc - 35 mm - 1,37:1 - son mono
- Genre : Comédie
- Durée : 85 minutes
- Date de sortie : 
  - France : 27 avril 1939
- Affiches : Roger Cartier, Jean Mascii (France)

## Distribution
- Fernandel : François, vendeur de berlingots
- Fernand Charpin : Victor, l'associé de François
- Suzy Prim : Mme Granville
- Fréhel : Bohémia
- Jean Brochard : le directeur de l'asile
- Rivers Cadet : le lutteur
- Monique Bert : Thérèse
- Édouard Delmont : Courtepatte
- Jean Temerson : un client du café
- Josyane Lane : Lisa
- René Alié : Dédé
- Marco Behar : le fou
- Jacques Servière : Gaston
- Fernand Flament : Paulo
- Le petit Jacky : la petite Gisèle
- Marcel Maupi : Isidore
- Marguerite Chabert

Non crédités :
- Henri Arius : le serveur

## Production
Le tournage a eu lieu du 1er au 25 février 1939 dans les studios Marcel Pagnol[réf. nécessaire].